# Vladimir Aleksandrovič Kislicyn
Vladimir Aleksandrovič Kislicyn (in russo: Владимир Александрович Кислицын; Bila Cerkva, 9 gennaio 1883 – Harbin, 18 maggio 1944) è stato un militare russo, ufficiale dell'esercito imperiale e comandante dell'Armata Bianca durante la guerra civile russa.

## Biografia

### Gli inizi della carriera
Figlio di un ammiraglio, Vladimir Kislicyn frequentò l'Istituto Militare di Odessa e la Scuola d'addestramento di Sandomierz. Il suo primo incarico fu nel Corpo Speciale di frontiera, al confine occidentale dell'Impero russo. In seguito, partecipò alla guerra russo-giapponese.
Nel corso della prima guerra mondiale fece parte dell'11º Reggimento Dragone in qualità di ufficiale. Nel 1916 ottenne il grado di Colonnello. Più volte ferito, ricevette numerose decorazioni, tra cui quella dell'Ordine Imperiale di San Stanislao di seconda e terza classe, quella dell'Ordine di San Giorgio di quarta classe e quella dell'Ordine di Sant'Anna.

### Durante la guerra civile
Nel 1918 fu nominato comandante della terza divisione di Cavalleria di Ufa. Nel 1919 divenne Comandante dell'Esercito del Nord di Evgenij Miller. Dopo la sconfitta delle armate dell'ammiraglio Kolčak negli Urali e in Siberia occidentale, Kislicyn prese parte alla grande marcia nel ghiaccio siberiano. Giunto a Čita combatté a fianco del cosacco Grigorij Semënov fino alla sconfitta finale in Transbaikal nel 1922.

### La vita da rifugiato bianco
Nel novembre 1922 Vladimir Kislicyn si trasferì ad Harbin, dove servì nelle forze di polizia e divenne dentista. Si affermò inoltre come un importante esponente dei monarchici che sostenevano il diritto al trono del Granduca Kirill Vladimirovič Romanov. Quest'ultimo nel 1928 lo promosse Generale. Nel 1936 le memorie di guerra di Kislicyn furono pubblicate dal giornale del Partito Fascista Russo Naš Put'. Dal 1938 al 1942 agì come presidente dell'Ufficio per gli emigranti russi in Manciuria, istituito dalla forze di occupazione giapponesi. Morì ad Harbin nel 1944.